# Ermita de Santa Ana (Cenizate)
La ermita de Santa Ana es una ermita católica del municipio castellano-manchego de Cenizate (España) dedicada a Santa Ana, madre de María. Junto al paraje circundante fue declarada Bien de Interés Cultural en 1991. La ermita se encuentra en un predio de unos 10 000 m² poblados de pinos.
El edificio, del siglo xviii, es de estilo barroco. Cuenta con una sola nave con lunetos, con unas medidas de 28 m de largo y 6 de ancho, y el pequeño crucero 13 y 6,5 m respectivamente. Posee una cúpula en el transepto, con una interesante decoración pictórica y el tetramorfos en las enjutas, como, asimismo, en la bóveda que cubre el presbiterio. El retablo, de madera, y la imagen de la santa son modernos. La sacristía se encuentra a la izquierda del altar. El interior recibe luz a través de dos ventanas en el paño derecho, otra en el izquierdo y una en cada crucero.
La portada de ingreso, adintelada, muestra profuso e intenso enjabelgamiento. Se encuentra protegida o cobijada por una especie de atrio cubierto. 